# Декабрь 2024 года

Список событий декабря 2024 года.

## События
- 1 декабря
  - Президент США Джо Байден помиловал своего сына Хантера, несмотря на обещания, что он этого не сделает[1].
  - Появились сообщения, что в результате российского авиаудара в Сирии был убит Абу Мухаммад аль-Джулани, главарь исламистской группировки «Хайят Тахрир аш-Шам», за чью голову была объявлена награда в 10 миллионов долларов[2], однако его гибель не подтвердилась[3].
  - В Узбекистане задержали журналиста Алексея Пивоварова вместе со съёмочной группой[4]. Впоследствии журналист и съёмочная группа были отпущены[5].
  - В Гвинее в результате давки на стадионе в городе Нзерекоре погибли по меньшей мере 56 человек[6].
  - Генеральный директор корпорации Intel Патрик Гелсингер ушёл в отставку; за 3 года его правления акции Intel потеряли 60 % стоимости[7]. Также подал в отставку генеральный директор концерна Stellantis Карлос Таварес[8].

- 2 декабря
  - Правительство Канады официально внесло йеменских хуситов в список террористических организаций в связи с их нападениями на гражданские и военные суда[9].
  - Около 100 тысяч членов профсоюза металлообрабатывающей промышленности Германии IG Metall начали забастовку в знак протеста против планов руководства концерна Volkswagen закрыть в стране 3 завода и начать массовые сокращения[10].

- 3 декабря
  - Президент Республики Корея Юн Сок Ёль ввёл в стране военное положение[11]. Национальное собрание выступило против и проголосовало за отмену этого решения[12]. Президент согласился отозвать свой указ на заседании Кабинета министров[13][14]. Кабинет министров[англ.] отменил военное положения[15].
  - Конгресс США опубликовал доклад о COVID-19: согласно выводам расследования, вызвавший пандемию коронавирус SARS-CoV-2 имеет лабораторное происхождение и распространился из-за утечки в Уханьском институте вирусологии[16][17][18].
  - В Якутии упал астероид C0WEPC5[англ.], став четвёртым астероидом за год, замеченным учёными перед падением[19][20].

- 4 декабря
  - Парламент Франции вынес вотум недоверия правительству Мишеля Барнье[21].
  - В Нью-Йорке убит гендиректор UnitedHealthcare Брайан Томпсон[англ.][22].

- 5 декабря
  - Курс биткойна впервые превысил 100 тысяч долларов США[23][24].

- 6 декабря
  - Конституционный суд Румынии аннулировал итоги первого тура президентских выборов[25].

- 7 декабря
  - Во Франции состоялась церемония торжественного открытия собора Парижской Богоматери, восстановленного после пожара 2019 года[26].
  - В провинции Кванго (Демократическая Республика Конго) по меньшей мере 79 человек умерли от вспышки неизвестной болезни[27].
  - На Гаити на фоне продолжающейся войны банд[англ.]* из-за подозрений в колдовстве убиты[англ.] более 100 человек[28].

- 8 декабря
  - Режим Башара Асада в Сирии пал под натиском вооружённой оппозиции, повстанцы захватили Хомс и Дамаск, Асад бежал в Россию[29][30].
  - Армия обороны Израиля вторглась на территорию Сирии[31].
  - В Ванкувере (Канада) завершился концертный тур «The Eras Tour» американской певицы Тейлор Свифт, ставший самым кассовым туром за всю историю[32].
  - Спорт
    - 39-летний защитник клуба «Сан-Антонио Спёрс» Крис Пол вышел на второе место в истории НБА по количеству передач за карьеру (12 099), обойдя Джейсона Кидда[33].
    - Завершился Гран-при Абу-Даби, последний этап чемпионата мира по автогонкам в классе «Формула-1»[34].

- 9 декабря
  - Россия передала Украине тела украинских военнопленных, погибших при крушении Ил-76, сбитого в Белгородской области в январе 2024 года[35].
  - Журнал Time опубликовал шорт-лист номинантов на звание «Человека года». Победитель будет объявлен 12 декабря[36].
  - Гарнитура Apple Vision Pro стала «инновацией года» по версии журнала Popular Science[37].
  - Объявлены номинанты на премию «Золотой глобус». Церемония вручения пройдёт 5 января 2025 года[38].
  - Мухаммед аль-Башир назначен главой переходного правительства Сирии[39].
  - Бывший президент Ганы Джон Драмани Махама после восьмилетнего перерыва вновь избран[англ.] президентом страны[40].
  - Спорт
    - 26-летний доминиканский бейсболист Хуан Сото подписал с клубом Главной лиги бейсбола «Нью-Йорк Метс» крупнейший контракт в истории спорта — 765 млн долларов США на 15 лет[41].

- 10 декабря
  - Google совершила прорыв в области квантовых вычислений. Учёным удалось создать квантовый процессор, который впервые преодолел порог квантовой коррекции ошибок[англ.]. Это значит, что при увеличении числа кубитов частота ошибок не растёт, а снижается[42].
  - Спорт
    - В Будапеште начался чемпионат мира по плаванию на короткой воде. В первый день было побито 7 мировых рекордов. Российские и белорусские пловцы выступают в нейтральном статусе. Чемпионат завершится 15 декабря[43][44].
    - Конгресс ФИФА утвердил Саудовскую Аравию местом проведения чемпионата мира по футболу 2034[45].
- 11 декабря
  - Илон Маск стал первым в мире человеком, состояние которого оценивается в 400 миллиардов долларов[46].
  - Исламисты в Сирии проникли в мавзолей Хафеза Асада (отца Башара Асада) и сожгли саркофаг с его телом[47][48].

- 12 декабря
  - Дональд Трамп стал «человеком года» по версии журнала Time[49] и открыл торги на Нью-Йоркской фондовой бирже традиционным ударом в колокол[50][51].
  - Инъекционный препарат ленакапавир против ВИЧ стал научным «прорывом года» по версии журнала Science[52].
  - 18-летний Гукеш Доммараджу из Индии стал самым молодым чемпионом мира по шахматам, обыграв в матче действовавшего чемпиона мира Дин Лижэня со счётом 7½:6½[53].
  - В США обнаружили аудиокассеты с неизданными песнями Майкла Джексона. На кассетах содержится 12 неизданных треков, над которыми Джексон работал незадолго до выхода альбома Dangerous, в период с 1989 по 1991 год[54].
  - На церемонии вручения The Game Awards награду «Игра года» получила видеоигра Astro Bot[55].
  - Объявлено, что Румыния и Болгария станут полноправными членами Шенгенской зоны с 1 января 2025 года[56].
  - НАСА сообщило, что марсоход «Персеверанс» добрался до самой высокой точки кратера Езеро[57].
  - Группа учёных заявила, что лёд на Европе, вероятно, толстый и в среднем около 35 километров. Оценка получена по данным микроволнового радиометра (MWR) с аппарата «Юнона»[58].
  - Спорт
    - Нападающий клуба «Тампа-Бэй Лайтнинг» Никита Кучеров набрал 6 очков (1+5) в игре против «Калгари Флэймз» (8:3). Кучеров стал первым в истории российским хоккеистом и первым игроком «Лайтнинг», кто набирал 6 очков в матче НХЛ более одного раза за карьеру[59].

- 13 декабря
  - Франсуа Байру назначен на пост премьер-министра Франции[60].
  - Интернет-цензура в России: Роскомнадзор заблокировал мессенджер Viber на территории России[61].
  - В Нью-Джерси и ряде других штатов США неизвестные дроны[англ.] неделями летают над военными объектами. В Пентагоне и ФБР заявляют, что не знают, чьи они. В Белом доме сообщили, что дроны не представляют угрозы безопасности, после чего Трамп обвинил администрацию Байдена в сокрытии информации и призвал либо раскрыть общественности подробности, либо начать их сбивать[62][63][64][65][66].
  - Спорт
    - Прошла жеребьёвка отборочного турнира чемпионата мира по футболу 2026 года среди европейских сборных. Полный состав групп станет известен после матчей 1/4 Лиги наций УЕФА[67].

- 14 декабря
  - Президент Республики Корея Юн Сок Ёль отстранён от должности в результате импичмента; исполняющим обязанности президента назначен премьер-министр страны Хан Док Су[68].
  - Бывший футболист Михаил Кавелашвили избран президентом Грузии[69].
  - Спорт
    - 40-летняя американская горнолыжница Линдси Вонн объявила, что вернётся на трассы Кубка мира спустя 6 лет после завершения карьеры на этапе в Санкт-Морице 21 и 22 декабря[70].

- 15 декабря
  - Жертвами циклона «Чидо» стали как минимум 23 жителя заморского региона Майотта в Индийском океане, это был самый сильный циклон на острове за последние 90 лет[71]. По неподтверждённым данным число погибших может составлять несколько сотен[72].
  - Российские нефтяные танкеры «Волгонефть-212» и «Волгонефть-239», перевозившие по 4300 тонн мазута каждый, попали в шторм и потерпели кораблекрушение в Керченском проливе. Перед тем, как затонуть, один из танкеров (212) разломился пополам, что привело к разливу нефти и гибели одного члена экипажа, остальных моряков эвакуировали[73].
  - Телеканал ABC News выплатит $15 млн избранному президенту США Дональду Трампу по иску о защите чести и достоинства из-за клеветы ведущего Джорджа Стефанопулоса, распространявшего ложные сведения в прямом эфире от 10 марта 2024 года. Кроме того, руководство ABC News и ведущий должны публично извиниться. Деньги пойдут на финансирование будущей президентской библиотеки Трампа[англ.][74][75].
  - Спорт
    - Женская сборная Норвегии по гандболу стала чемпионом Европы 10-й раз за 16 турниров, обыграв в финале датчанок (31:23). В матче за третье место Венгрия обыграла Францию (25:24)[76].
    - В Будапеште завершился чемпионат мира по плаванию на короткой воде. Сборная США завоевала 18 из 45 золотых медалей. На чемпионате было установлено 28 мировых рекордов для 25-метровых бассейнов[77].
    - Российско-украинская команда Team Spirit выиграла чемпионат мира (Perfect World Shanghai Major 2024) по Counter-Strike 2[78].

- 16 декабря
  - Бундестаг вынес вотум недоверия правительству Олафа Шольца[79].
  - В частной христианской школе[англ.] Мадисона (США) произошла стрельба: 15-летняя ученица Натали Рупноу убила учителя и одного из учеников, а также ранила ещё семерых человек, после чего совершила самоубийство[80][81][82].
  - Американо-японские отношения: Трамп и SoftBank достигли договорённости об инвестициях в размере $100 млрд в американскую экономику в 4-х летний период его второго президентства[83][84], также Трамп провёл частную встречу с Акиэ Абэ[англ.], вдовой бывшего премьер-министра Японии Синдзо Абэ[85].
  - Городской университет Гонконга сообщил о разработке антенны, способной одновременно генерировать и управлять несколькими гармоническими частотами сигнала. По мнению научной группы, изобретение может продвинуть развитие технологии антенн и 6G[86][87].

- 17 декабря
  - В Москве в результате взрыва у подъезда жилого дома погибли начальник войск радиационной, химической и биологической защиты ВС РФ генерал-лейтенант Игорь Кириллов и его помощник[88].
  - В Порт-Вила (Вануату) произошло землетрясение магнитудой 7,3 балла, в результате которого как минимум 14 человек погибли и около 200 получили ранения[89].
  - Спорт
    - Нападающий «Реала» Винисиус Жуниор стал лучшим футболистом года по версии ФИФА[90].

- 18 декабря
  - Под Мурманском произошло столкновение пассажирского поезда с грузовым составом, в результате чего погибли два человека, около 30 пострадали[91][92][93].
  - Кристофер Нолан посвящен в рыцари[94].
  - Группа учёных из США, Франции и Германии дала новую оценку возраста Луны: в диапазоне 4,43—4,53 млрд лет[95].
  - Еврокомиссия рекомендует Apple сделать iOS и iPadOS более совместимыми с устройствами конкурентов[96].

- 19 декабря
  - Суд во Франции вынес приговор по делу Доминика Пелико, который накачивал жену наркотиками и звал незнакомцев её насиловать: его приговорили к 20 годам тюрьмы, остальные 50 обвиняемых получили от 3 до 15 лет заключения[97][98].
  - В Абхазии произошла стрельба в парламенте во время обсуждения законопроекта о запрете майнинга, пострадали два депутата, один из них скончался[99][100].

- 20 декабря
  - На рождественской ярмарке в Магдебурге (Германия) автомобиль въехал в толпу пешеходов, в результате чего пять человек погибли и более 205 получили ранения[101][102][103].
  - В Загребе (Хорватия) один ребёнок погиб и семеро получили ранения в результате нападения с ножом в школе[104].
  - The Times сообщило, что Оксфордский университет резервирует десятую долю мест для части абитуриентов, возможно, принимая их по более низким стандартам для поддержания политики разнообразия[105].
  - В Париже осуждены два соучастника убийства Самюэля Пати, они получили по 16 лет заключения[106].
  - США отозвали вознаграждение в размере 10 миллионов долларов за голову аль-Джулани (Ахмеда аль-Шараа), амира террористической группировки «Хайят Тахрир аш-Шам», который после падения режима Асада стал одним из лидеров Сирии[107].
- 22 декабря
  - Кризис в Красном море: Истребитель военно-воздушных сил США Boeing F/A-18E/F Super Hornet был сбит дружественным огнем над Красным морем, оба пилота выжили, благополучно катапультировавшись[108].
  - В Бразилии в результате падения пассажирского самолёта на жилой квартал в городе Грамаду погибли все 10 человек, находившихся на борту; ещё 17 человек, находивших на земле, получили травмы[109].
  - В Бразилии в результате разрушения моста 6 человек погибли и ещё как минимум 10 пропали без вести[110].

- 23 декабря
  - Джо Байден помиловал всех убийц, приговорённых в США к смертной казни по федеральным обвинениям[111], за исключением трёх человек[112].
  - В Средиземном море затонул российский сухогруз Ursa Major, 14 из 16 членов экипажа были спасены, двое пропали без вести[113]. По показаниям выживших членов экипажа на судне произошли три последовательных взрыва с правого борта в районе кормовой части, после чего судно получило резкий крен на правый борт до 25 градусов, начав набирать воду[114].
  - Спорт
    - Нападающий «Питтсбург Пингвинз» Сидни Кросби сделал три голевые передачи в матче против «Филадельфии Флайерз» (7:3) и догнал по передачам за карьеру в НХЛ Марио Лемьё, на счету которого 1033 передачи в составе «Пингвинз» в 1980-е — 2000-е годы. При этом Лемьё сыграл почти на 400 матчей меньше. Кросби и Лемьё делят 12-е место в истории НХЛ[115].
- 24 декабря
  - Папа Франциск открыл Святые Врата, официально провозгласив начало Юбилейного 2025 года[англ.] католической церкви[116].
  - Солнечный зонд «Паркер» пошёл на максимальное сближение с Солнцем. Отчёт о результате манёвра ожидается 27 декабря, когда зонд отправит собранные данные о рекордном сближении на Землю[117].
  - По данным МВД Турции, уже более 25 000 сирийских беженцев вернулись на родину из Турции после падения режима Асада[118].
- 25 декабря
  - В аэропорту Актау (Казахстан) потерпел крушение пассажирский самолёт Embraer E190 «Азербайджанских авиалиний», выполнявший рейс по маршруту Баку—Грозный, погибли 38 из 67 человек, находившихся на борту[119][120].
  - В Балтийском море повреждён подводный силовой электрокабель Estlink 2[англ.], проходящий между Эстонией и Финляндией. Танкер Eagle S[англ.] арестован финской полицией[121].

- 26 декабря
  - На территории России произошла массовая серия поджогов и взрывов пиротехники, вызванная манипуляциями телефонных мошенников; за последние девять дней отмечено более сорока (по данным «МВД Медиа» — 55[122]) нападений на банкоматы, торговые центры и служебные автомобили. Значительная часть нападавших — пенсионеры и студенты[123].
  - Парламент Республики Корея проголосовал за импичмент исполняющему обязанности президента страны Хану Док Су, занимавшему пост с 14 декабря. Новым исполняющим обязанности президента стал министр финансов Чхве Сан Мок[124].
  - Режим ЧС из-за разлива мазута в Чёрном море повысили до федерального уровня[125].
- 27 декабря
  - Президент Германии Франк-Вальтер Штайнмайер распустил бундестаг; досрочные выборы назначены на 23 февраля 2025 года[126].
  - Солнечный зонд «Паркер» вышел на связь после рекордного сближения с Солнцем[127].
  - Суд в Китае приговорил наехавшего на толпу в Чжухае к смертной казни[128].
- 28 декабря
  - Боевики «Талибана», которые контролируют Афганистан, совершили обстрел приграничных территорий Пакистана. «Талибан» заявляет, что этот поступок спровоцирован недавними бомбардировками, который Пакистан совершил на территории Афганистана[129].
  - Спорт
    - Магнус Карлсен дисквалифицирован с чемпионата мира по быстрым шахматам из-за джинсов[130].
    - В Италии стартовала 19-я лыжная многодневка «Тур де Ски». Гонка завершится 5 января 2025 года[131].
- 29 декабря
  - В Южной Корее потерпел крушение пассажирский самолёт Boeing 737-800, погибли 179 человек, двое выжили[132][133].
  - В возрасте 100 лет умер 39-й президент США и лауреат Нобелевской премии мира Джимми Картер[134]. Государственные похороны Картера состоятся 9 января 2025 года[135].
  - В возрасте 116 лет и 220 дней умерла старейшая жительница Земли Томико Итоока, новым старейшим человеком на планете стала Ина Канабарро Лукас[136].
  - Не менее 71 человека погибли в результате падения с моста грузового автомобиля, перевозившего гостей свадебной церемонии, в регионе Сидама в Эфиопии[137].
  - Спорт
    - В Оберстдорфе началось Турне четырёх трамплинов, весь призовой пьедестал на первом этапе заняли австрийцы, выиграл Штефан Крафт[138].
- 30 декабря
  - С космического центра имени Сатиша Дхавана состоялся запуск индийской двухспутниковой миссии SPADEX[англ.] для отработки технологий, связанных с орбитальным сближением и стыковкой[139]; сама стыковка запланирована на 7 января 2025 года[140].
- 31 декабря
  - Суд в Сеуле выдал ордер на арест отстраненного от должности президента страны Юн Сок Ёля[141].